# Johann Koell
Johann Koell (koːl; * um 1500; † 16. Mai 1540jul. in Tallinn) war ein in Estland tätiger Geistlicher der Reformation. Er ist der Autor des ersten gedruckten Texts in estnischer Sprache, der heute noch erhalten ist.

## Leben und Werk
Johan(n) Koell (auch Koel, Kol, Koll oder Kohl) war wahrscheinlich estnischer Herkunft. 1525 war er Prediger der „undeutschen“ (d. h. estnischen) Gemeinde der Tallinner Olaikirche. Von 1527 bis 1531 war er Hilfspfarrer und ab 1532 Pfarrer der Heiliggeistkirche in Tallinn.
1535 erschien bei Hans Lufft in Wittenberg im Druck Koells Übersetzung des Katechismus ins Estnische. Der Katechismus von Johann Koell und Simon Wanradt in estnischer und niederdeutscher Sprache ist der erste heute noch erhaltene gedruckte Text in estnischer Sprache. Das Buch war etwa 120 Seiten stark. Die Auflage betrug 1500 Exemplare. Der aus Kleve stammende Wanradt schrieb den niederdeutschen Teil und stellte das Werk zusammen, Koell übersetzte den estnischen Teil. Die Druckkosten übernahm der Tallinner Ratsherr Johann Seelhorst. Allerdings verbot der Tallinner Rat zwei Jahre später – angeblich aufgrund sprachlicher Fehler – die Verbreitung des Übersetzungswerks.
11 Seiten des Werks wurden 1929 von dem deutschbaltischen Historiker Hellmuth Weiss im Einband eines neueren Buchs in der Bibliothek der Ehstländischen Literärischen Gesellschaft entdeckt. Darunter ist auch das Schlussblatt des Buchs mit dem Eintrag Gedrucket tho Wittemberch dorch Hans Lufft / am XXV. tage des Mantes Aust. M. D. XXXV. Die Seiten befinden sich heute im Tallinner Stadtarchiv. Das Fragment ist vor allem sprachgeschichtlich von großem Wert.